# Chase Hilgenbrinck
Chase Michael Hilgenbrinck (sinh ngày 2 tháng 4 năm 1982) là một cựu cầu thủ bóng đá người Mỹ. Ông từng khoác áo đội tuyển U17 Hoa Kỳ và thi đấu rất thành công ở vị trí Hậu vệ. Chase Hilgenbrinck từng ký hợp đồng với ba câu lạc bộ đồng thời trở thành một cầu thủ ngôi sao trong suốt bốn mùa giải tại Chile. Ông còn được nhiều người biết đến vì đã giã từ sự nghiệp cầu thủ chuyên nghiệp đang ở thời kỳ đỉnh cao của mình để trở thành một linh mục Công giáo.

## Cuộc đời
Chase Hilgenbrinck sinh tại Quincy, Illinois , Hoa Kỳ. Cha mẹ Chase Hilgenbrinck là Mike (giám đốc bán hàng khu vực của một đại lý phân bón) và Kim (nhân viên kế toán của State Farm Insurance), ông bà đã nuôi dạy các con theo tín ngưỡng Công giáo. Cha mẹ Chase Hilgenbrinck đưa ông và người anh trai, Blaise, đến nhà thờ vào mỗi ngày chủ nhật. Tại nhà thờ Holy Trinity ở Bloomington, Illinois, hai anh em nhà Hilgenbrinck là những lễ sinh trợ giúp linh mục làm những công việc trên Bàn Thánh. Thời học phổ thông, Chase Hilgenbrinck chơi bóng đá cho Trường Trung học Đại học ở Normal, Illinois.

## Sự nghiệp bóng đá
Chase Hilgenbrinck từng khoác áo đội tuyển quốc gia U17 của Hoa Kỳ, trước khi chuyển sang chơi cho Đại học Clemson. Sau khi tốt nghiệp vào năm 2004, Chase Hilgenbrinck được Claudio Arias, huấn luyện viên bóng đá Chile tại Đại học Nam Wesleyan, đề nghị đến Chile. Claudio Arias nghĩ rằng mình có thể giúp Chase Hilgenbrinck kiếm được được một hợp đồng có giá trị tại Chile. Chase Hilgenbrinck đã ký hợp đồng với Huachipato đang thi đấu tại giải hạng nhất Chile, nhưng câu lạc bộ này sau đó lại đem Chase Hilgenbrinck cho câu lạc bộ hạng nhì Deportes Naval mượn. Chase Hilgenbrinck sau đó chuyển sang thi đấu cho câu lạc bộ hạng hai Ñublense và giúp họ thăng hạng lên chơi tại giải hàng đầu của Chile. Chase Hilgenbrinck đã trải qua bốn mùa giải ở Chile, với ba câu lạc bộ, và phát triển trở thành một cầu thủ ngôi sao chơi tốt tại đây.
Chase Hilgenbrinck gia nhập Colorado Rapids vào đầu năm 2008, nhưng vì lý do tài chính của câu lạc bộ này có vấn đề nên thương vụ hợp đồng đã không thành công. Hai tuần sau, New England đã mời Chase Hilgenbrinck. Chỉ sau 2 ngày thử việc, New England đã ký hợp đồng với ông vào ngày 28 tháng 3.
Trận cuối cùng mà Chase Hilgenbrinck thi đấu với vai trò là cầu thủ chuyên nghiệp là vào chủ nhật, ngày 13 tháng 7 năm 2008, tại Sân vận động Gillette ở Foxborough, Massachusetts khi New England Revolution đối mặt với câu lạc bộ Mexico Santos Laguna tại SuperLiga.

## Linh mục Công giáo
Vào mùa hè năm 2007, linh mục giám đốc phụ trách ơn gọi của Giáo phận Công giáo Peoria, Illinois, đã gửi cho Chase Hilgenbrinck một bộ hồ sơ đăng ký. Chase Hilgenbrinck đã viết một cuốn tự truyện dày 20 trang và gửi câu trả lời cho các câu hỏi tiểu luận cùng hoàn tất các thủ tục của việc kiểm tra lý lịch bao gồm cả lấy dấu vân tay rồi gửi cho ban ơn gọi của Giáo phận.
Tháng 12 năm 2007, Chase Hilgenbrinck trở về Mỹ sau khi kết thúc mùa giải bóng đá ở Chile để chơi giải Bóng Đá Nhà Nghề Mỹ (MLS) mà ông từng một thời mơ ước, Hilgenbrinck luôn cảm thấy sự thôi thúc về tôn giáo trong mình. Ông đã tiến hành theo thôi thúc đó và trải qua toàn bộ cuộc kiểm tra theo quy định của giáo phận để trở thành một chủng sinh. Chase Hilgenbrinck đã tham gia năm kỳ thi viết trong một ngày, và được đánh giá bởi ba nhà tâm lý học.
Hilgenbrinck từ giã bóng đá vào ngày 14 tháng 7 năm 2008 để vào Chủng viện Công giáo Mount St. Mary's tại Đại học Mount St. Mary's ở Emmitsburg, Maryland; tại đây chủng sinh Chase Hilgenbrinck sẽ được đào tạo để trở thành một linh mục. Chase Hilgenbrinck được thụ phong linh mục tại giáo phận Peoria vào ngày 24 tháng 5 năm 2014. Ông từng là cha sở mục vụ tại Nhà thờ Công giáo St. Anne ở East Moline, Illinois đồng thời đảm nhận thêm vai trò linh mục tuyên úy tại trường trung học Alleman ở Rock Island, Illinois.
Vào ngày 8 tháng 6 năm 2016, linh mục Chase Hilgenbrinck được chỉ định đến Trung tâm Newman Công giáo St. John ở Champaign, Illinois với công việc phụ tá tuyên uý tại đây. Ngày 13 tháng 9 năm 2020, linh mục Chase Hilgenbrinckn được giám mục giáo phận bổ nhiệm làm giám đốc ơn gọi của Giáo phận Công giáo Peoria, Illinois.